# Eduardo Luis Carrillo
Eduardo Luis Carrillo (Cartagena, Bolívar, Colombia; 5 de junio de 1992) es un futbolista colombiano. Juega de volante.

## Clubes
| Club                | País      | Año         |
| ------------------- | --------- | ----------- |
| Real Cartagena      | Colombia  | 2008 - 2009 |
| Monagas SC          | Venezuela | 2009        |
| Real Cartagena      | Colombia  | 2010 - 2016 |
| Jaguares de Córdoba | Colombia  | 2016        |

## Palmarés

### Torneos nacionales
| Título    | Equipo         | País     | Año  |
| --------- | -------------- | -------- | ---- |
| Primera B | Real Cartagena | Colombia | 2008 |